# ستافورد جيمس
ستافورد جيمس (بالإنجليزية: Stafford James)‏ هو عازف جاز أمريكي، ولد في 24 أبريل 1946 في إيفانستون في الولايات المتحدة.

## وصلات خارجية
- ستافورد جيمس على موقع ميوزك برينز (الإنجليزية)
- ستافورد جيمس على موقع أول ميوزيك (الإنجليزية)
- ستافورد جيمس على موقع ديسكوغز (الإنجليزية)